# Согра (Омская область)
Согра — деревня в Горьковском районе Омской области. Входит в состав Серебрянского сельского поселения.

## История
В 1928 году деревня состояла из 124 хозяйств, основное население — русские. В административном отношении являлась центром Согровского сельсовета Иконниковского района Омского округа Сибирского края.

## Население
| 2002 | 2010 | 2021 |
| ---- | ---- | ---- |
| 278  | ↘228 | ↘178 |